# Ribeiro Frio
O Ribeiro Frio é um sítio no interior Norte da ilha da Madeira, na região autónoma homónima, em Portugal. Pertence à freguesia de São Roque do Faial, do Município de Santana, mas no entanto geograficamente, está localizado entre esta freguesia e a do Porto da Cruz, Município de Machico e dista cerca de 15 quilómetros do Funchal.
O sítio engloba o Parque Florestal do Ribeiro Frio e é conhecido pelos seus viveiros de aquicultura de trutas para repovoamento dos cursos de água da ilha. É muito visitado pelos turistas por ser um ponto de partida para passeios pedonais nas levadas do Furado e da Serra do Faial. Esta última é ladeada pela vereda dos Balcões que leva ao miradouro do mesmo nome.
Situa-se a 860 metros de altura, num local rodeado por algumas matas constituídas especialmente por espécies endémicas da laurissilva, como o loureiro (Laurus novocanariensis) e a urze-rasteira (Erica madeirensis). Aqui também se podem encontrar aves nativas da ilha, como o pombo-trocaz (Columba trocaz), o tentilhão (Fringilla coelebs madeirensis) e o bis-bis (Regulus madeirensis).

## Imagens

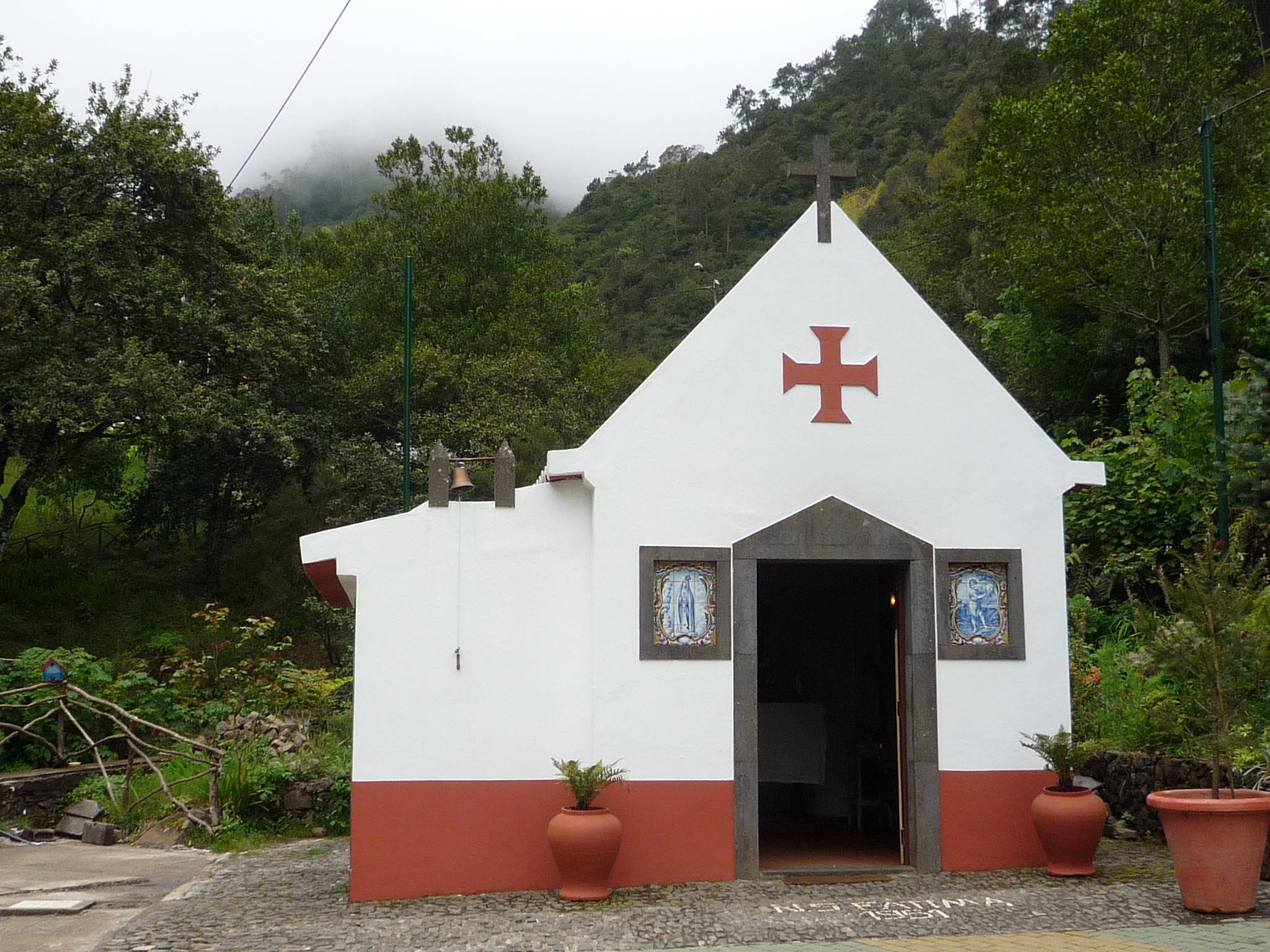
Capela de Nossa Senhora de Fátima
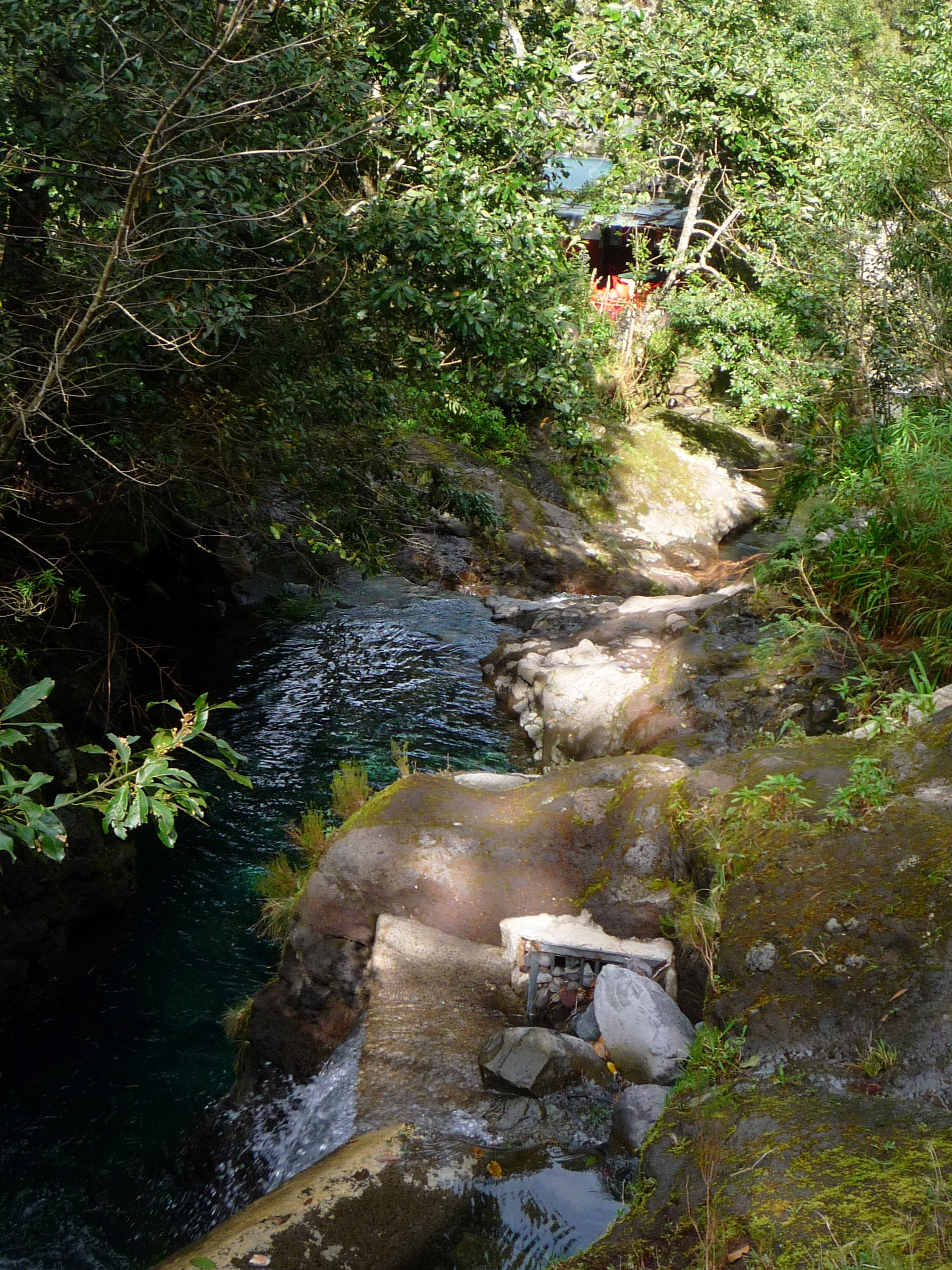
Ribeiro Frio
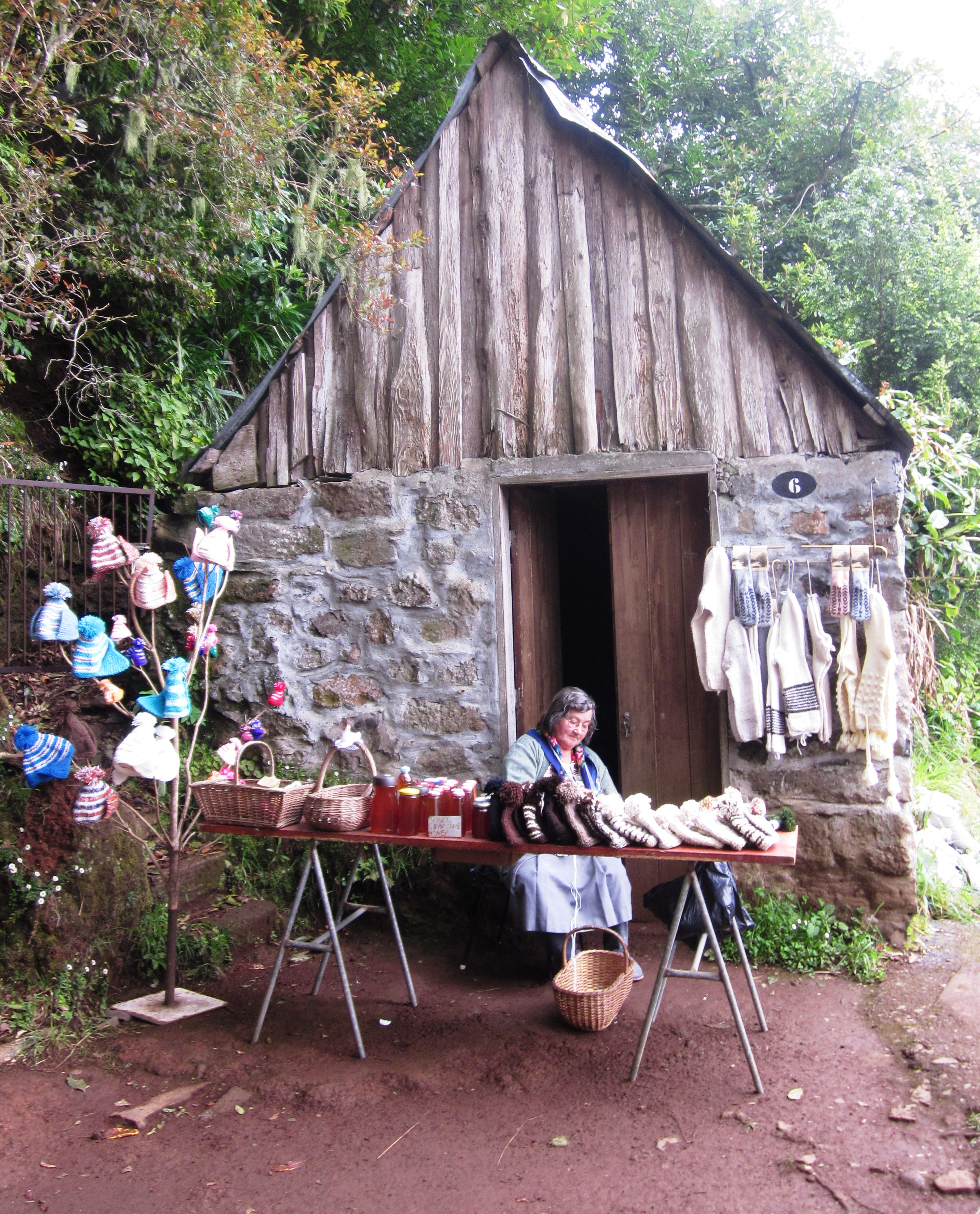
Loja num trilho no Ribeiro Frio
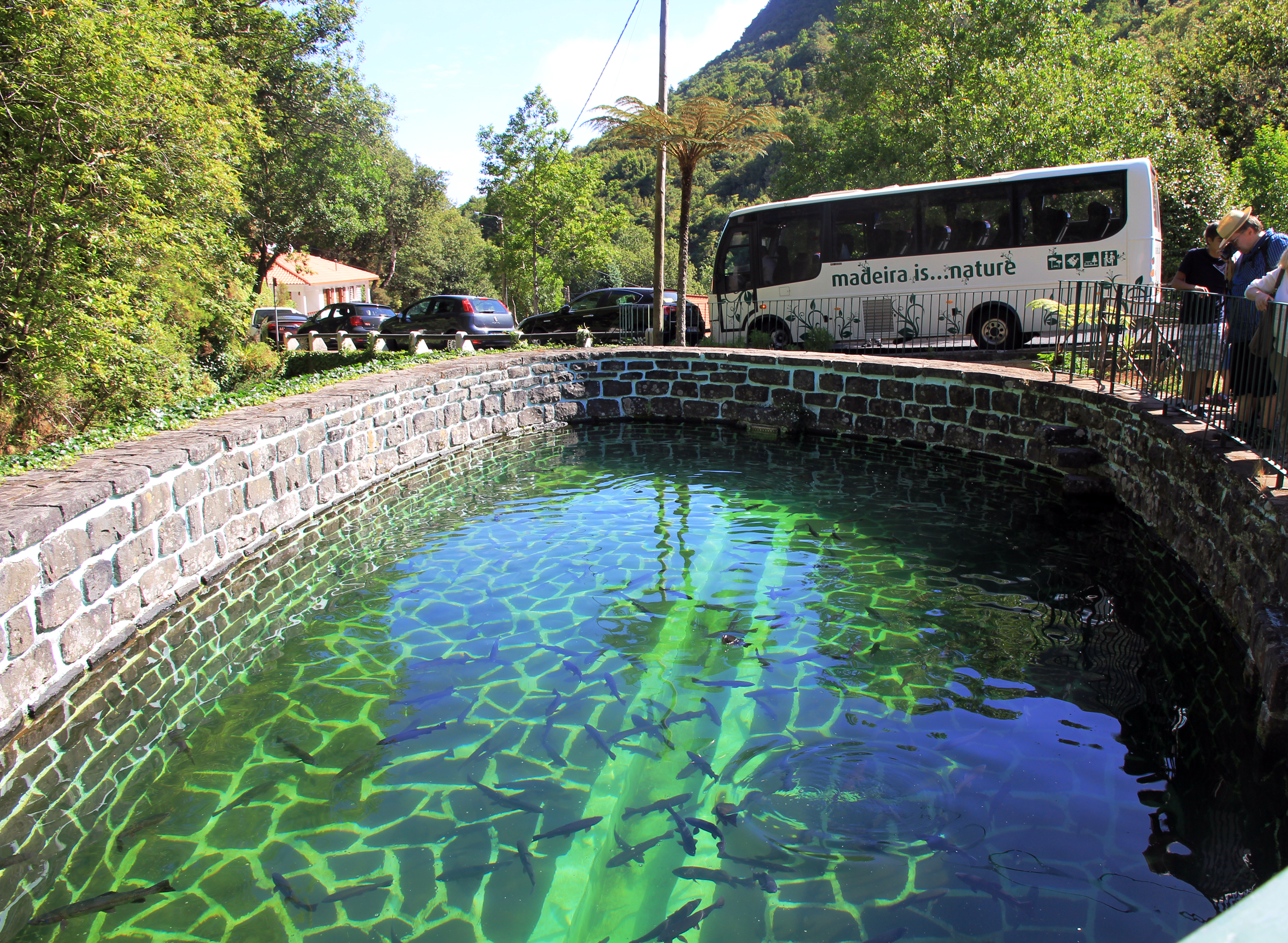
Aquicultura de trutas
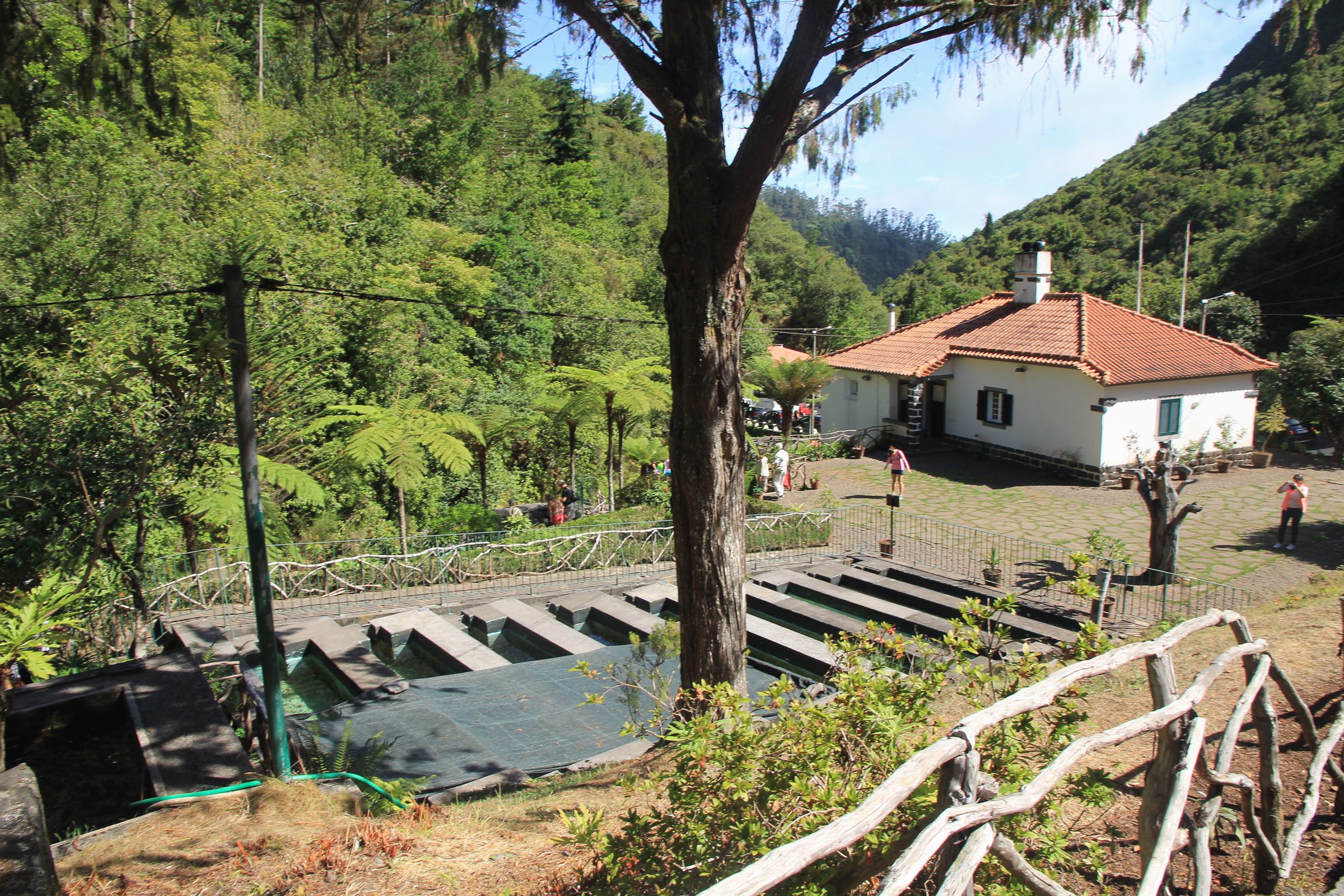
Aquicultura de trutas